# Испанский лайм
Мелико́ккус двупа́рный (лат. Melicoccus bijugatus), или испа́нский лайм, или медовая ягода, или мамонсилло — плодовое дерево семейства Сапиндовые.

## Описание
Меликоккус — прямое медленнорастущее дерево высотой 20 м с серой корой и эллиптическими остроконечными листьями 5—12,5 см длиной и 3,25—6,25 см шириной. Плод круглый, с гладкой тонкой зелёной кожицей. Внутри содержится оранжево-розовая или желтоватая желеобразная прозрачная сочная мякоть и 1-2 крупных желтовато-белых семени.

## Распространение
Родина испанского лайма — Колумбия, Венесуэла, Гайана, Суринам, Французская Гвиана. Культивируется также в Эквадоре, в Центральной Америке, на Антильских и Багамских островах.

## Использование
Мякоть плодов испанского лайма съедобна. Кроме этого, в пищу употребляются также поджаренные ядра семян.